# Eric E. Fiel

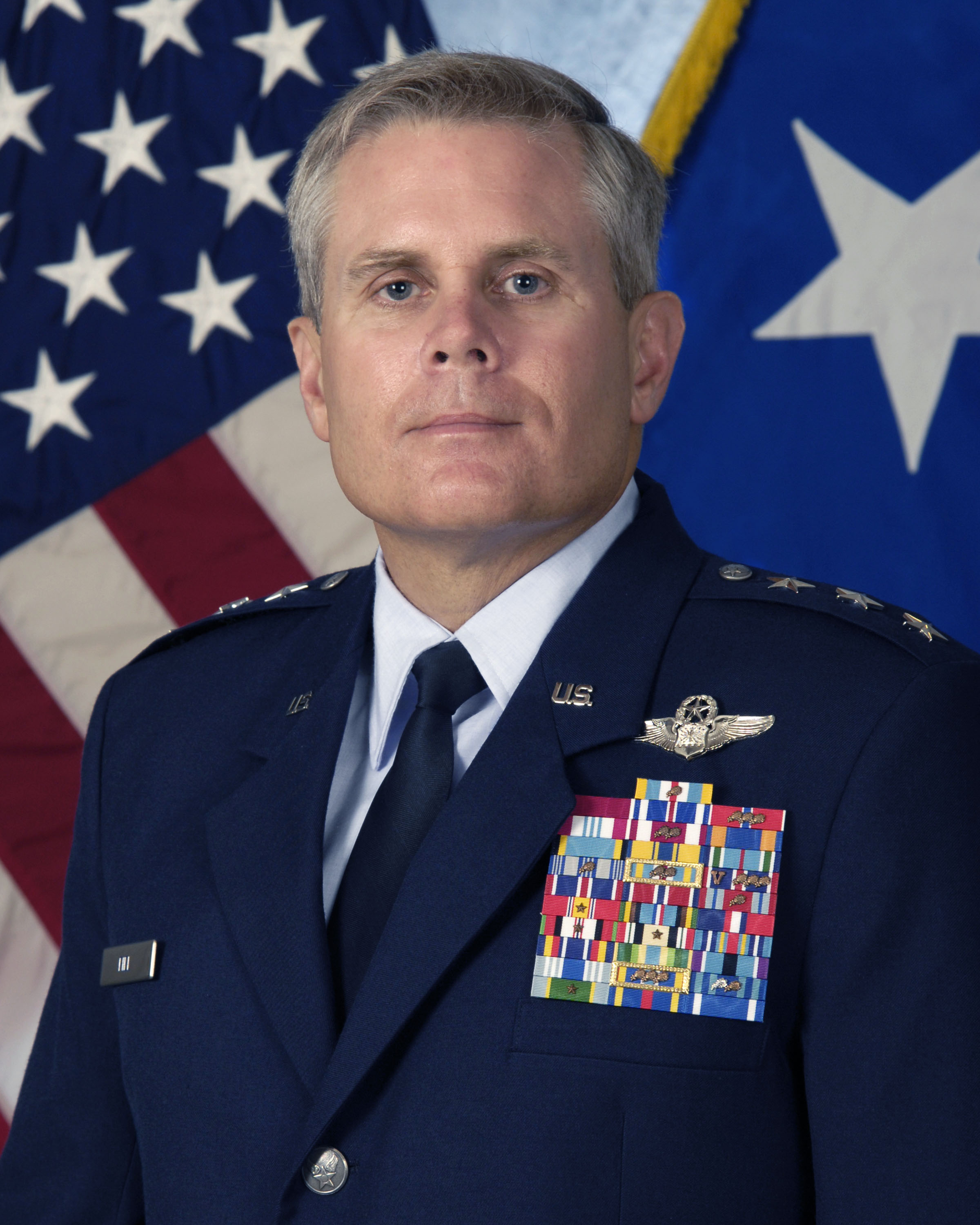
Eric E. Fiel (2011)

Eric E. Fiel (* um 1959) ist ein pensionierter Generalleutnant der United States Air Force. Er war unter anderem Kommandeur des Air Force Special Operations Command.

## Leben
Über die Officer Training School gelangte Eric Fiel im Jahr 1981 in das Offizierskorps der United States Air Force. Dort durchlief er anschließend alle Offiziersränge vom Leutnant bis zum Drei-Sterne-General.
Im Lauf seiner militärischen Karriere absolvierte er verschiedene Kurse und Schulungen. Dazu gehörten unter anderem eine Ausbildung zum Flugnavigator und Elektroniker; die Squadron Officer School auf der Maxwell Air Force Base in Alabama; das Command and General Staff College der United States Army in Fort Leavenworth in Kansas; das Armed Forces Staff College in Norfolk in Virginia und das Air War College, das ebenfalls auf der Maxwell AFB angesiedelt ist. Außerdem erhielt er akademische Grade von der University at Buffalo, der Troy University, der Syracuse University und der University of North Carolina at Chapel Hill.
In seinen frühen Jahren als Offizier der Luftwaffe war er an verschiedenen Stützpunkten in den Vereinigten Staaten stationiert. Dabei war er unter anderem als Flugnavigator, Bordelektroniker oder Stabsoffizier bei unterschiedlichen Einheiten tätig. Zwischenzeitlich war er auch Ausbilder auf diesen Gebieten. Dazwischen absolvierte er die erwähnten Schulungen. Mitte der 1990er Jahre kommandierte er im Rahmen der Operation Deliberate Force eine Sonderschwadron (special operations squadron) in Bosnien und Herzegowina.
In den Jahren 2001 bis 2003 war er im Rahmen der Operation Enduring Freedom in Afghanistan eingesetzt, wo er Teile der Luftstreitkräfte kommandierte (Joint Special Operations Air Component Commander). Danach kommandierte er bis 2005 das 58. Sondergeschwader (58th Special Operations Wing) das auf der Kirtland AFB in New Mexico stationiert war. Von 2006 bis 2008 kommandierte er im Irak eine amerikanische Task Force. Gleichzeitig war er stellvertretender Kommandeur des United States Joint Special Operations Command in Fort Bragg.
Zwischen Mai 2008 und September 2009 war Eric Fiel Stabsoffizier beim United States Special Operations Command, das auf der MacDill Air Force Base in Florida ansässig ist. Anschließend war er bis zum Juni 2010 Stabschef und dann stellvertretender Kommandeur dieses Kommandos. Es folgte eine Versetzung zum Hurlburt Field in Florida. Dort übernahm er am 24. Juni 2011 als Nachfolger von Donald C. Wurster das Kommando über das Air Force Special Operations Command. Dieses Amt hatte er bis zum 1. Juli 2014 inne, als er von Bradley Heithold abgelöst wurde. Anschließend schied er aus dem aktiven Militärdienst aus.
Im Oktober 2022 wurde Eric Fiel in die Air Commando Hall of Fame aufgenommen.

## Daten der Beförderungen
| Abzeichen | Rang               | Jahr             |
| --------- | ------------------ | ---------------- |
|           | Second Lieutenant  | 15. Juli 1981    |
|           | First Lieutenant   | 15. Juli 1983    |
|           | Captain            | 15. Juli 1985    |
|           | Major              | 1. Oktober 1991  |
|           | Lieutenant Colonel | 1. Dezember 1996 |
|           | Colonel            | 1. März 2001     |
|           | Brigadier General  | 2. November 2006 |
|           | Major General      | 3. Dezember 2009 |
|           | Lieutenant General | 11. Juni 2010    |

## Orden und Auszeichnungen
Eric Fiel erhielt im Lauf seiner militärischen Laufbahn unter anderem folgende Auszeichnungen:
- Defense Superior Service Medal
- Legion of Merit
- Bronze Star Medal
- Distinguished Flying Cross
- Air Medal
- Defense Meritorious Service Medal
- Meritorious Service Medal
- Aerial Achievement Medal
- Air Force Commendation Medal
- Air Force Achievement Medal
- Joint Service Commendation Medal
- Joint Meritorious Unit Award
- Outstanding Unit Award
- Organizational Excellence Award
- Combat Readiness Medal
- National Defense Service Medal
- Armed Forces Expeditionary Medal
- Kosovo Campaign Medal
- Afghanistan Campaign Medal
- Iraq Campaign Medal
- Global War on Terrorism Expeditionary Medal
- Global War on Terrorism Service Medal
- Armed Forces Service Medal
- Humanitarian Service Medal
- Air Force Longevity Service Award
- NATO-Medaille

Dazu kamen noch einige Ordensbänder (Ribbons).